# 浪花の華〜緒方洪庵事件帳〜
『浪花の華 〜緒方洪庵事件帳〜』（なにわのはな おがたこうあんじけんちょう）は、NHK総合テレビの「土曜時代劇」枠にて2009年1月10日から3月7日まで放送された時代劇。全9回。

## 概要
原作は築山桂『緒方洪庵・浪華の事件帳』シリーズの『禁書売り』、『北前船始末』（鳥影社）。主演は窪田正孝と栗山千明
。両者とも初の時代劇となる。また、窪田はこのドラマがNHKの初出演となった。脚本は前川洋一。
土曜時代劇で放送され、放送回数は全9回。NHK総合では2009年1月10日放送開始、BS hiでは2009年1月9日となり、放送開始が1日早い。放送時間はNHK総合では毎週土曜日19:30 - 20:00 (JST)、BS hiでは毎週金曜日18:25 - 18:55 (JST)。

## 登場人物

### 主要人物
- 緒方 章（おがた あきら、後の緒方洪庵） - 窪田正孝
- 左近・お佐枝（さこん・おさえ） - 栗山千明
- 中 天游（なか てんゆう） - 蟹江敬三
- お定（おさだ） - 萬田久子
- 耕介（こうすけ） - 杉浦太陽
- 若狭（わかさ） - 池内博之
- 弓月王（ゆづきおう） - 宮内敦士
- 赤穂屋（あこうや） - 芦屋小雁
- 新井 幸次郎（あらい こうじろう）（同心） - 梶原善

### その他
- 清蔵（岡引） - Fジャパン
- おしん - 松田文香
- 直蔵 - 上村厚文
- 永井（門弟） - 野田裕成
- 杉本（門弟） - 今村雄一

### ゲスト
- 第1回「禁書の秘密」
  - 加島屋 - 木下ほうか
  - 和泉屋 - 石田太郎
  - 山城屋 - 上杉祥三
- 第2回「想（おも）いびと」
  - おあき - 小出早織
  - 塩野主税（しおの ちから） - 野田普市
  - 杉田 - 村上かず
  - 大野 - 奥井隆一
  - 弓月王の配下 - 福本清三
- 第3回「闇の守護神」
  - 富沢 - 山崎裕太
  - 川崎（薩摩藩士） - 中村大輝
  - 調所広郷（ずしょ ひろさと） - 団時朗
- 第4回「哀（かな）しき宿命（さだめ）」
  - 滝川（たきがわ） - 高橋マリ子
  - 異国人 - ジョン・オコーナー
  - 出雲屋（いずもや） - 結城市朗
- 第5回「北前船始末（前編）」 - 第6回「北前船始末（後編）」
  - 卯之助 - 苅谷俊介
  - おゆき - 畑未夢
  - 境屋 - 南条好輝（第6回）
- 第7回「左近を救え」
  - 村越平七郎 - 今井朋彦
  - 斎藤宗矩（大阪町奉行） - 草川祐馬
  - 北野屋 - 川下大洋
  - 播州屋 - 江口直彌
  - 仙吉 - 浜口望海
  - 女将 - 西岡慶子
- 第8回「蘭方医の戦い」 - 最終回「明日の華」
  - 佐伯京次郎 - 加藤虎ノ介
  - 日高良斎 - 西園寺章雄（第8回）

## スタッフ
- 原作 - 築山桂『禁書売り』『北前船始末』
- 脚本 - 前川洋一
- 音楽 - 佐橋俊彦
- 演奏 - フェイスミュージック
- 主題歌 - くるり「三日月」（作詞・作曲：岸田繁）
- 語り - 片岡愛之助
- 美術監修 - 西岡善信
- 制作統括 - 安原裕人
- プロデューサー - 高橋錬
- 演出 - 勝田夏子、菓子浩、佃尚能
- 撮影スタジオ - 東映京都撮影所

## 放送日程
| 各回                                           | 放送日  | サブタイトル                 | 原作       | 演出     | 視聴率 |
| ---------------------------------------------- | ------- | ---------------------------- | ---------- | -------- | ------ |
| 第1回                                          | 1月10日 | 禁書の秘密                   | 禁書売り   | 勝田夏子 | 09.7%  |
| 第2回                                          | 1月17日 | 想（おも）いびと             | 神道者の娘 | 勝田夏子 | 10.7%  |
| 第3回                                          | 1月24日 | 闇の守護神                   | 証文破り   | 勝田夏子 | 09.3%  |
| 第4回                                          | 1月31日 | 哀（かな）しき宿命（さだめ） | 異国びと   | 菓子浩   | 10.9%  |
| 第5回                                          | 2月07日 | 北前船始末（前編）           | 北前船始末 | 菓子浩   | 09.0%  |
| 第6回                                          | 2月14日 | 北前船始末（後編）           | 北前船始末 | 菓子浩   | 10.2%  |
| 第7回                                          | 2月21日 | 左近を救え                   | 木綿さばき | 佃尚能   | 10.0%  |
| 第8回                                          | 2月28日 | 蘭方医の戦い                 | 蘭方医     | 勝田夏子 | 09.3%  |
| 最終回                                         | 3月07日 | 明日の華                     | 蘭方医     | 勝田夏子 | 05.6%  |
| 平均視聴率9.4%（ビデオリサーチ調べ・関東地区） |         |                              |            |          |        |

※放送日などはNHK総合を基準とする。

## 関連商品
DVD
- 浪花の華 〜緒方洪庵事件帳〜 DVD-BOX（2009年7月15日、ポニーキャニオン、PCBE-63370）